# Edificio del Consejo Supremo de Crimea
El Edificio del Consejo Supremo de Crimea albergó hasta marzo de 2014 al Consejo Supremo de la República Autónoma de Ucrania, en la actualidad es la sede del Consejo Estatal de la República de Crimea, como parte de la Federación de Rusia tras su anexión, no reconocido por Ucrania. Se encuentra en el centro de Simferópol, capital de la República, cerca del Parque Victoria.
Durante la crisis de Crimea de 2014, hombres armados y enmascarados se apoderaron del edificio y levantaron una bandera rusa. Se disolvió el gobierno existente y se instaló uno nuevo.

## Historia
El edificio fue construido en el lugar de una antigua sala de cine y teatro para niños «Alyie Parusa» que antes de 1965 lleva el nombre de «Pioneer». Antes de la Revolución de Octubre en 1917 allí funcionaba un complejo policial con la cárcel de la ciudad.
Hacia 1980 el edificio teatral fue liquidado y en septiembre inició la construcción del nuevo edificio del comité regional del Partido Comunista de Crimea. De acuerdo con el jefe del departamento de construcción de la comisión regional del Partido Comunista crimeo Yevhen Krotenko (Mérito Constructor de Ucrania) se planeó que también funcionasen los comités regionales del Komsomol de Ucrania (LKSMU).
Para el nuevo edificio se le dio una extensión de 1,8 hectáreas. Se demolieron el teatro y varias casas residenciales. El comité ejecutivo de la ciudad encabezado por Mykhailo Lozovyi reasentó a los residentes de los apartamentos derribados. El proyecto del nuevo edificio administrativo regional fue ordenado por arquitectos de uno de los institutos de Moscú T. Kurdiani y G. Isaakovich e ingenieros D. Valov y S. Popkov. La construcción finalizó ocho años después.
Los comunistas no pudieron mantener el edificio por mucho tiempo y con la caída de la Unión Soviética, el edificio se le concedió al Consejo Supremo de Crimea.
En 2014 ocurrió una operación militar que condujo a la anexión de Crimea por la Federación Rusa, hombres armados enmascarados tomaron el edificio e izaron una bandera rusa.